# Tekken (серія ігор)
Tekken (яп. 鉄拳, Теккен, «залізний кулак») — медіафраншиза, заснована на серії комп'ютерних ігор у жанрі файтинг, створена компанією Namco. Перша гра серії вийшла у 1994 році; з того моменту вийшло більше 7 канонічних продовжень та багато спін-офів. По всесвіту гри створено три фільма, манґа та інша продукція. Назва гри завжди пишеться великими англійськими буквами, часто скорочується до TK.

## Історія серії
Перші ігри однойменної серії були створені для ігрових автоматів та сімейства ігрових консолей PlayStation. Перша частина серії вийшла в 1994 на аркадних автоматах і була портована на першу PlayStation. Сиквели гри Tekken 2 і Tekken 3 пройшли той же шлях, в 1996 і 1998 відповідно. Разом з тим, третину гри було також портовано на Game Boy Advance під назвою Tekken Advance в 2001.   
Наступні дві гри, Tekken 4 і Tekken 5 були портовані на PlayStation 2 в 2002 і 2004 роках відповідно, і також стали одними з найпопулярніших ігор на даній консолі. 
PlayStation Portable і PlayStation 3 -версії Tekken 5 вийшли в 2006 році під назвою Tekken 5: Dark Resurrection. Через рік Tekken 5: Dark Resurrection стала доступною у сервісі PlayStation Network.
14 квітня 2013 австралійська атестаційна комісія OFLC присудила вікове обмеження M офіційно неанансований на той момент грі Tekken Revolution.
Пізніше, 9 червня 2013, гра була офіційно анонсовано Bandai Namco Entertainment на E3.
25 липня 2014 року стало відомо про швидкий дозвіл сьомої частини франшизи. Сюжет Tekken 7 розповідає про останнє протистояння між Хейхаті та Кадзуєю Місіма.
За визнанням засновника серії Кацухіро Харади, спочатку при створенні Tekken розробники орієнтувалися на такі файтинги як Street Fighter і Samurai Shodown,
а також на бойовиках з Брюсом Лі та Джекі Чаном, потім на UFC.
8 серпня в рамках турніру EVO 2022 Bandai Namco Entertainment показали трейлер безкоштовного оновлення для Tekken 7, наприкінці якого містився короткий тизер, що починається з кінцівки Кадзуї Місіми з першої частини Tekken і закінчуючи демонстрацією абсолютно нового рендеру Кадзуї з новим голосом Ready». Достеменно невідомо, на який проєкт натякає тизер: шанувальники франшизи та ігрові журналісти висловлюють думку, що він, швидше за все, відноситься або до наступної номерної частини, Tekken 8 або до можливого рімейку найпершої частини серії. Окремо про тизера написали в Twitter -акаунті The Game Awards, що, на думку ігрових ЗМІ, може натякати на повноцінний анонс гри у грудні 2022 року під час цього шоу.

## Ігровий процес

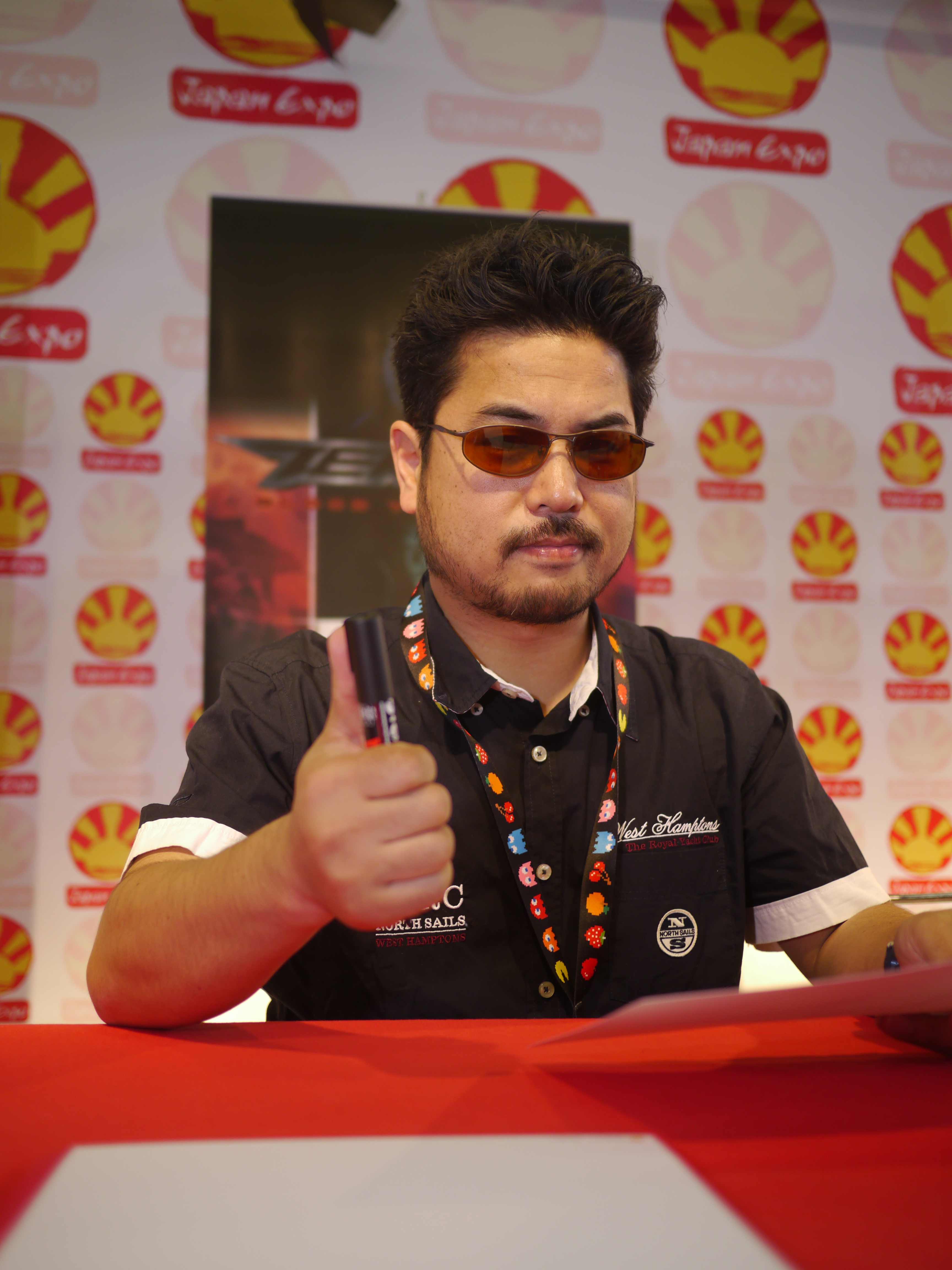
Кацухіро Харада на виставці Japan Expo 2011

Загалом Tekken використовує стандартну схему для ігор подібного жанру, що представляє рукопашний бій двох супротивників. Ключовою відмінністю є те, що в серії за кожною кнопкою геймпада закріплено окрему кінцівку персонажа. Крім цих чотирьох кнопок, гравець може налаштувати 4 шифти під різні комбінації, такі як захоплення, або різні зв'язки кнопок.
У Tekken 3 з'явилася можливість оминати свого супротивника. Також було введено можливість швидше рухатись після падіння, що дало можливість гравцеві швидко повернутися у бій після сильного удару. У наступній частині ігровий двигун був удосконалений і гравці отримали ще більше можливостей ведення бою, у тому числі використання стін та перешкод. Наступні частини ввели в гру ще більшу мобільність та можливості. З'явилася функція «лютість», що дозволяє персонажу з сильними ушкодженнями завдавати посиленої шкоди, а також переходити з однієї арени на іншу, пробиваючи підлогу або стіну.

## Персонажі
Гра представляє на вибір гравця понад 44 персонажі з різним етнічним походженням, віком, статтю та стилями бою. Декілька персонажів мають відкрито надприродне походження, також у грі є і тварини, але останні в основному виконані в комічному образі. Практично кожен персонаж має свої цілі та причини, що спонукали його вступити у змагання за приз.
Деякі персонажі успадковують стилі та образ інших, наприклад Асука Кадзами, з'явившись у п'ятій частині гри, практично копіює бойовий стиль Дзюн Кадзами, що вибула з гри після другої частини. Також у четвертій частині персонажа-капуериста Едді Горда було замінено на ідентичного за стилем та керуванням персонажа Крісті Монтейру, після чого розробники повернули першого і отримали докори в непотрібному «клонуванні» персонажів. Таким претензіям піддаються й інші персонажі.

## Оцінка
| Гра                     | Середня оцінка Metacritic                 |
| ----------------------- | ----------------------------------------- |
| Tekken                  | —                                         |
| Tekken 2                | 89/100                                    |
| Tekken 3                | 96/100                                    |
| Tekken Tag Tournament   | 85/100                                    |
| Tekken 4                | 79/100                                    |
| Tekken 5                | 79/100                                    |
| Tekken 6                | 79/100 (PS3) 80/100 (X360) 82 (PSP)       |
| Tekken Tag Tournament 2 | 83/100 (PS3) 83/100 (Wii U) 82/100 (X360) |
| Tekken 7                | 82/100 (PS4) 81/100 (XOne) 82/100 (PC)    |

Станом на серпень 2010 ігри франшизи були продані загальним тиражем понад 40 мільйонів копій. Третя і найвідоміша частина серії була оцінена критиками на 96% і балів, згідно з порталами GameRankings і Metacritic.

## Продажі
За даними на вересень 2020 року, загальний тираж серії перевищив 50 млн копій.
У червні 2022 року Кацухіро Харада повідомив у Twitter, що тираж самої продаваної гри в серії Tekken 7 перевищив 9 млн копій, а загальний продаж усієї серії перевищив позначку в 53 млн копій.  